# Maria Carlos Sotto Mayor
Maria Carlos Sotto Mayor, née le 9 juin 1961 à Fortaleza, est une compositrice, chanteuse, auteure et actrice brésilienne. Elle est également connue pour avoir été la compagne de Jean-Paul Belmondo durant les années 1980.

## Biographie
Maria Carlos Sotto Mayor, connue sous le nom de scène Carlos Sotto Mayor (parfois orthographié « Sottomayor »), rencontre au début des années 1980 Jean-Paul Belmondo, avec lequel elle partage l'affiche des films Le Marginal (1983), Joyeuses Pâques (1984) et Le Solitaire (1987). Dans ce dernier, elle interprète également la bande originale, avec le titre Lifetime et d'autres chansons de l'album du même nom.
En 1981, elle sort en 45 tours les titres When I See You et Up To Me Alone. En 1985, elle chante le titre Crazy About You qu'elle interprète dans les émissions de divertissement et de variétés de TF1 et d'Antenne 2 : C'est encore mieux l'après-midi, Cocoricocoboy ou encore Champs-Élysées. Elle participe au jeu L'Académie des neuf en 1983, coprésente en 1984 l'émission Formule un qui se déroule depuis le Midem à Cannes[réf. nécessaire], participe à la 2e Nuit des 7 d'or en 1986 puis apparaît dans l'émission humoristique La Classe en 1987.
En 1987, Maria Carlos Sotto Mayor se sépare de Jean-Paul Belmondo et va vivre au Brésil, avant de rejoindre les États-Unis, où elle mène une carrière de chanteuse au sein de son groupe Atomic Fairy. Fin 2010, elle vient même chanter en France. Elle se forme également au métier d'ingénieur du son.
Absente pendant plus de trente ans à la télévision française[réf. nécessaire], Maria Carlos Sotto Mayor est invitée le 7 mars 2020 dans  l'émission La Grande Darka ! sur C8 où elle témoigne sur Jean-Paul Belmondo. Le 22 septembre 2021, deux semaines après la mort du comédien, elle publie le livre Jean-Paul, mon Homme de Rio, dans lequel elle raconte son parcours et son amour pour Jean-Paul Belmondo,.

## Filmographie

### Longs métrages
- 1983 : Le Marginal de Jacques Deray : Livia Maria Dolores Monteblanco
- 1984 : Joyeuses Pâques de Georges Lautner : la fille sur le hors-bord (non créditée)
- 1987 : Le Solitaire de Jacques Deray : Eva

## Discographie
- 1981 : When I see You / Up To Me Alone
- 1985 : Crazy About You
- 1987 : Lifetime

## Livre
- 2021 : Jean-Paul - Mon homme de Rio, Flammarion[4].